# Field target
Il field target (lett. "bersaglio da campo") è un'attività sportiva di tiro al bersaglio con carabine ad aria compressa nata nel Regno Unito nei primi anni ottanta.

## Caratteristiche
In Italia si pratica sia con carabine ad aria compressa di libera vendita eroganti energia < 7,5 joule, che non di libera vendita sviluppanti energia comunque non superiore a 16,3 J. Il limite di 16,3 J corrisponde alla libera vendita nel Regno Unito, paese dove la disciplina è nata; anche le distanze dei bersagli e le difficoltà sono rapportate alle energie erogate.
I bersagli metallici, tramite un semplice sistema di leve, si abbattono colpendo una zona circolare chiamata Hit Zone; vengono poi riattivati tramite un cordino di riarmo.
Le manifestazioni o incontri si svolgono all'aperto ed in un contesto paesaggistico il più naturale possibile.

## Regolamento
Il regolamento prevede innanzitutto la suddivisione in 4 categorie, ovvero 4 tipologie di carabina in funzione del sistema propulsivo (molla – aria o gas precompressi) ed energia (inferiori o superiori a 7,5 J), le gare si svolgono lungo percorsi dove sono realizzate piazzole di tiro da cui i concorrenti ingaggiano i bersagli abbattibili, ogni piazzola presenta 2 bersagli.
Per le gare di livello internazionale, Campionato Italiano o comunque di livello nazionale il numero di bersagli è di 50, divisi in 25 piazzole da 2 bersagli ciascuna. Le distanze dei bersagli variano da 9 a 35 metri per le carabine < 7,5 J e da 9 a 50 metri per le < 16,3 J e sono sconosciute ai concorrenti. A causa della bassa energia erogata dalle carabine in rapporto alle distanze dei bersagli è fondamentale conoscere le distanze dei bersagli per poter operare le opportune correzioni all'ottica di puntamento, l'unico strumento concesso ai concorrenti per la valutazione delle distanze è il dispositivo di messa a fuoco della suddetta ottica.
Il diametro delle Hit Zone può essere da 40, 25 o 15 mm, e le distanze di tiro in funzione sia del loro diametro che dalla modalità con cui dovranno essere ingaggiate.
La posizione di tiro è libera per almeno l'80% dei bersagli, rispettando sempre la regola secondo cui solo il corpo del tiratore può costituire appoggio per la carabina, per il restante 20% possono essere previste posizioni di tiro obbligate quali in postura eretta o in ginocchio. 
Se il bersaglio viene abbattuto al concorrente viene assegnato un punto, se invece non viene abbattuto zero punti.
Il corretto svolgimento della gare è garantito da Ufficiali di Gara dislocati lungo il percorso, oltre che dai compagni di piazzola, ed è consentito un solo tiro per ciascun bersaglio.
Il regolamento consente abbigliamento di qualsiasi tipo.
La disciplina del field target è inserita nello Statuto dalla Federazione Sportiva Nazionale FIDASC riconosciuta dal CONI che è affiliata a World Field Target Federation ed European Field Target Federation.
Fidasc coordina e promuove in vari modi la disciplina, forma ed accredita Ufficiali di Gara e Tecnici.

## Attrezzatura
Questo sport viene praticato con carabine ad aria compressa monocolpo in calibro 4,5, è possibile indirizzarsi o verso un prodotto di libera vendita e quindi senza particolari adempimenti burocratici, oppure verso carabine non di libera vendita equiparate dal punto di vista normativo italiano alle armi da fuoco; la scelta non preclude la partecipazione alle gare di FT del panorama italiano, mentre per partecipare a gare estere è pressoché generalizzato l'uso di carabine eroganti 16,3 J. Solo in Germania ed Ungheria, che con l'Italia condividono il limite di 7,5 J per la libera vendita, si organizzano gare per tale classe di energia.
Una carabina ad aria compressa a molla (definita spesso springer) è caratterizzata da un prezzo di acquisto basso, semplicità meccanica e discrete possibilità di intervento da parte dell'appassionato, ma mostra il lato debole per la minore precisione e richiede maggiore sforzo nel caricamento. Alla partenza del pallino le reazioni sono notevoli e causate più dal movimento del pistone che dal lancio del pallino stesso. I loro effetti negativi sulla precisione si accentuano nella categoria di energia superiore. Alcune carabine di questa tipologia, sia di libera vendita che non, sono costituite dai vari modelli Weihrauch oppure Air Arms, senza dimenticare le storiche Diana.
Dall'altra parte abbiamo carabine in cui il sistema propulsivo del pallino è dato da aria compressa contenuta in apposito serbatoio ad alta pressione (200 bar), dove le reazioni sono generate esclusivamente dal lancio del pallino, che sviluppando un'energia comunque limitata sono molto contenute. La precisione si paga con un prezzo leggermente più elevato e la preclusione ad affrontare interventi meccanici di studio o affinamento da parte dell'appassionato medio. Tali carabine possono essere sia di tipo concepito per il tiro ludico che per le specialità olimpiche, le cosiddette match. Scelta l'arma occorre installare un sistema di mira, che data la tipologia del tiro in questione non può che essere un'ottica da puntamento.
In tali ottiche affidabilità e robustezza sono fondamentali, e la ridotta profondità di campo caratteristica degli alti ingrandimenti aiuta molto nella determinazione delle distanze dei bersagli.
La messa a fuoco corregge anche l'errore di parallasse, mettendo a fuoco bersaglio e reticolo di puntamento sullo stesso piano focale.
Il dispositivo di messa a fuoco può essere montato o sulla lente frontale o su una terza torretta, generalmente quelli montati sulla terza torretta hanno un costo maggiore. Le regolazioni devono potersi fare molto agevolmente, in quanto vengono modificate ad ogni tiro, ed i meccanismi devono essere robusti ed affidabili per permettere la ripetibilità e l'affidabilità delle regolazioni. Esempi di ottiche di ottimo livello possono essere i Leupold della serie Competition con ingrandimenti fissi, oppure Sightron, March, Smidth & Bender ed altri ad ingrandimenti variabili. Ma si possono ottenere ottimi risultati anche con ottiche molto più economiche.
L'ottica di mira viene installata utilizzando un sistema di attacchi di buon livello e possibilmente devono consentire una regolazione di montaggio dell'ottica, tanto più necessaria quanto più l'ottica è montata alta sulla carabina.

## Tecnica
La piazzola di tiro

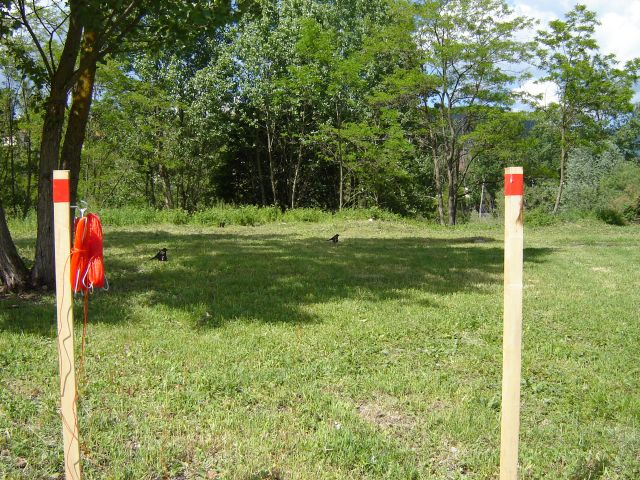
Piazzola di tiro su percorso di gara

La piazzola di tiro in un percorso di field target è delimitata da due paletti sulla cui linea di congiunzione dovrà tenersi l'arma senza oltrepassarla con il grilletto o retrocedere oltre il punto di volata, posti di fronte ad essa vi sono i bersagli che andranno colpiti secondo un preciso ordine da sx a dx.
Valutazione della distanza

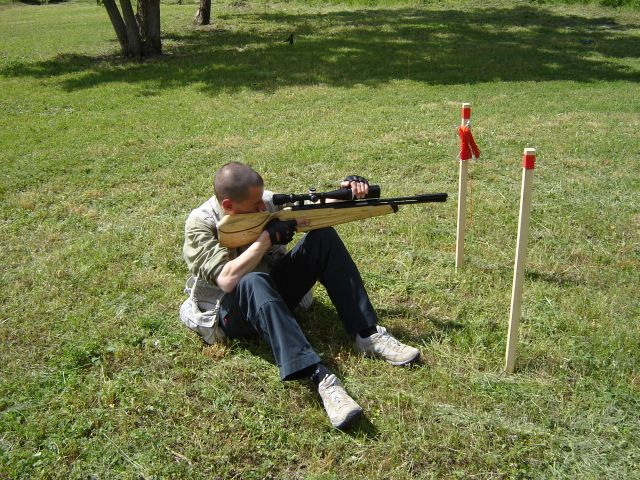
Si regola la messa a fuoco per la valutazione della distanza del bersaglio

Ci si posiziona nella posizione più comoda e poggiando l'astina dell'arma sul ginocchio si aziona il correttore di parallasse (messa a fuoco) cercando la migliore messa a fuoco con l'ottica ai massimi ingrandimenti, per avere una più ridotta profondità di campo. Va colto l'attimo in cui la visione appare più nitida, è controproducente sforzarsi su una continua correzione della messa a fuoco poiché l'adattamento dell'occhio porta ad ottenere risultati errati. Fatto questo si legge sulla ghiera di messa a fuoco la distanza rilevata e si applicano le correzioni precedentemente determinate agendo sulla torretta di elevazione o considerando quale punto del reticolo dovrà essere sul punto di mira.
Norme di sicurezza

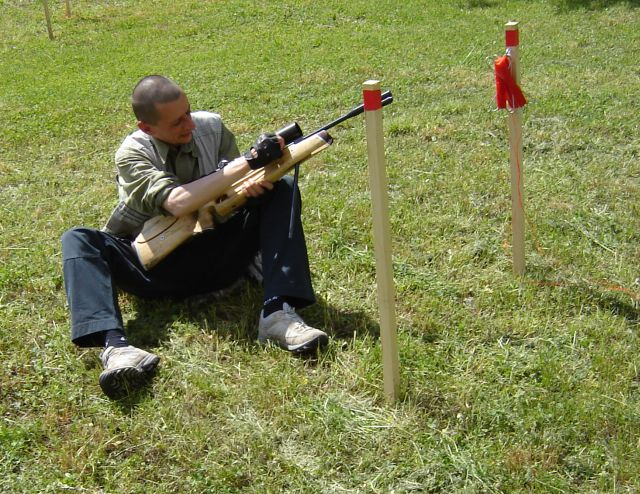
Caricamento

La carabina andrà sempre considerata come se fosse carica.
Andrà maneggiata rispettando scrupolosamente tutte le norme di sicurezza, ed una volta caricata il dito sul grilletto andrà posizionato solo dopo aver inquadrato il bersaglio. 
La carabina andrà sempre e comunque rivolta in direzione sicura e ci si dovrà sempre accertare che nei pressi o dietro al bersaglio non vi siano persone, animalo od oggetti. 
Se si avesse il dubbio di aver inserito o meno il pallino si ha la possibilità di scaricare l'arma a terra chiedendo l'autorizzazione al giudice o ai compagni di piazzola.
Posizione di tiro
|  |  |  |  |  |  |